# Бёнен
Бёнен (нем. Bönen) — община в Германии, в земле Северный Рейн-Вестфалия.
Подчиняется административному округу Арнсберг. Входит в состав района Унна.  Население составляет 18 531 человек (на 31 декабря 2024 года).  Занимает площадь 38,04 км².

## География

### Положение
Община Бёнен расположена к югу от города земельного подчинения Хамм на автобане А2

### Соседние населённые пункты
На севере и востоке Бёнен граничит с городом Хамм, а на юге с городом Унна. К западу от Бёнена находится город Камен.

### Поселения Бёнена
Община состоит из 6 поселений: Альтенбёгге-Бёнен, Брамай-Леннингсен, Вестербёнен, Нордбёгге, Остербёнен и Флирих.

## Динамика численности населения
| Год  | Количество жителей |
| ---- | ------------------ |
| 1995 | 18 829             |
| 2000 | 19 398             |
| 2005 | 19 175             |
| 2010 | 18 630             |
| 2024 | 18 531             |